# 김기승
김기승(金基昇, 1909년 ~ 2000년 8월 14일)은 대한민국의 서예가이다. 호는 원곡(原谷). 충청남도 부여(夫餘) 출신이다. 중국 상하이(上海)의 중국공학대학부(中國公學大學部) 경제과를 졸업했다. 1952년 제1회 국전에서 문교부장관상을 수상. 계속 제4회까지 특선을 받았고, 1961년 이래 국전 추천작가, 심사위원을 역임했다. 1956년 대성서예원(大成書藝院)을 창설하였으며 9회에 걸친 개인전을 가졌다. 서울대학교 미술대학 강사, 문교부 문화재보존위원, 서울특별시 문화위원 등을 역임했다. 서체는 황정견(黃庭堅)을 익혔으며 개성적인 새로운 서체의 발굴을 시도하기도 했다. 대표작으로 <안창호선생 비문> <민충정공 비두전(閔忠正公碑頭篆)>. <안중근의사 동상문> <국립묘지 무명용사 영현예병서>가 있다.